# Streatham Hill
Streatham Hill – dzielnica Londynu, w Wielkim Londynie, leżąca w gminie Lambeth. Leży 8,6 km od centrum Londynu. W 2011 roku dzielnica liczyła 14 263 mieszkańców.